# Astragalus podolobus
Astragalus podolobus är en ärtväxtart som beskrevs av Pierre Edmond Boissier. Astragalus podolobus ingår i släktet vedlar, och familjen ärtväxter. Inga underarter finns listade i Catalogue of Life.